# Witbuikkanarie
De witbuikkanarie (Crithagra dorsostriata; synoniem: Serinus dorsostriatus) is een zangvogel uit de familie Fringillidae (vinkachtigen).

## Verspreiding en leefgebied
Deze soort telt 2 ondersoorten:
- C. d. maculicollis: van Ethiopië en Somalië door centraal en oostelijk Kenia tot noordoostelijk Tanzania.
- C. d. dorsostriata: zuidoostelijk Oeganda, westelijk Kenia en noordwestelijk Tanzania.